# Сирола, Ханнес
Ханнес Рихард Сирола (Сирен) (фин. Hannes Rikhard Sirola (Sirén); 18 апреля 1890, Тавастгус — 4 апреля 1985, Лахти, Хяме) — финский гимнаст, серебряный призёр летних Олимпийских игр 1912 года в командном первенстве по произвольной системе.